# Haworthia mirabilis var. beukmannii
Haworthia mirabilis var. beukmannii és una varietat de Haworthia mirabilis del gènere Haworthia de la subfamília de les asfodelòidies.

## Descripció
Haworthia mirabilis var. beukmannii, és una suculenta molt robusta i prolifera lentament. Té fulles fortament retusionades i marges espinats.

## Distribució i hàbitat
Aquesta varietat creix a la província sud-africana del Cap Occidental. Les plantes creixen en restringides esquerdes d'esquist entre Greyton i Riviersonderend. A l'àrea general que l'envolta creix prop de triebneriana. A la natura les plantes tenen poques fulles i són més petites, però en el cultiu poden créixer molt.

## Taxonomia
Haworthia mirabilis var. beukmannii va ser descrita per (Poelln.) M.B.Bayer i publicat a Haworthia Revisited: 110, a l'any 1999.
Etimologia
Haworthia: nom en honor del botànic britànic Adrian Hardy Haworth (1767-1833).
mirabilis: epítet llatí que significa "meravellós".
var. beukmannii: epítet en honor del mestre d'escola i botànic aficionat a Booievale, Cap Occidental, Sud-àfrica, el Sr. C. Beukman.
Sinonímia
- Haworthia emelyae var. beukmannii Poelln., Repert. Spec. Nov. Regni Veg. 49: 29 (1940). (Basiònim/Sinònim substituït)
- Haworthia mirabilis f. beukmannii (Poelln.) Pilbeam, Haworthia & Astroloba: 98 (1983).
- Haworthia beukmanii (Poelln.) M.Hayashi, Haworthia Study 3: 13 (2000).[6]